# Bellator 20
Bellator XX foi um evento de MMA organizado pelo Bellator Fighting Championships ocorrido dia 27 de maio de 2010 no Majestic Theatre em San Antonio, Texas.  O evento foi transmitido pela Fox Sports Net e suas afiliadas regionais.

## Background
Eddie Sanchez e Wayne Cole eram esperados para se enfrentar pela chance de disputar o Torneio de Pesos Pesados da Terceira Temporada do Bellator. Porém Cole se retirou da luta e foi substituído por Marcus Sursa. 
Duas das lutas que aconteceriam no evento se tornaram Catchweight após Brian Melancon e Andrew Chappelle falharem ao tentarem bater o peso. 